# Coluna de Arcádio

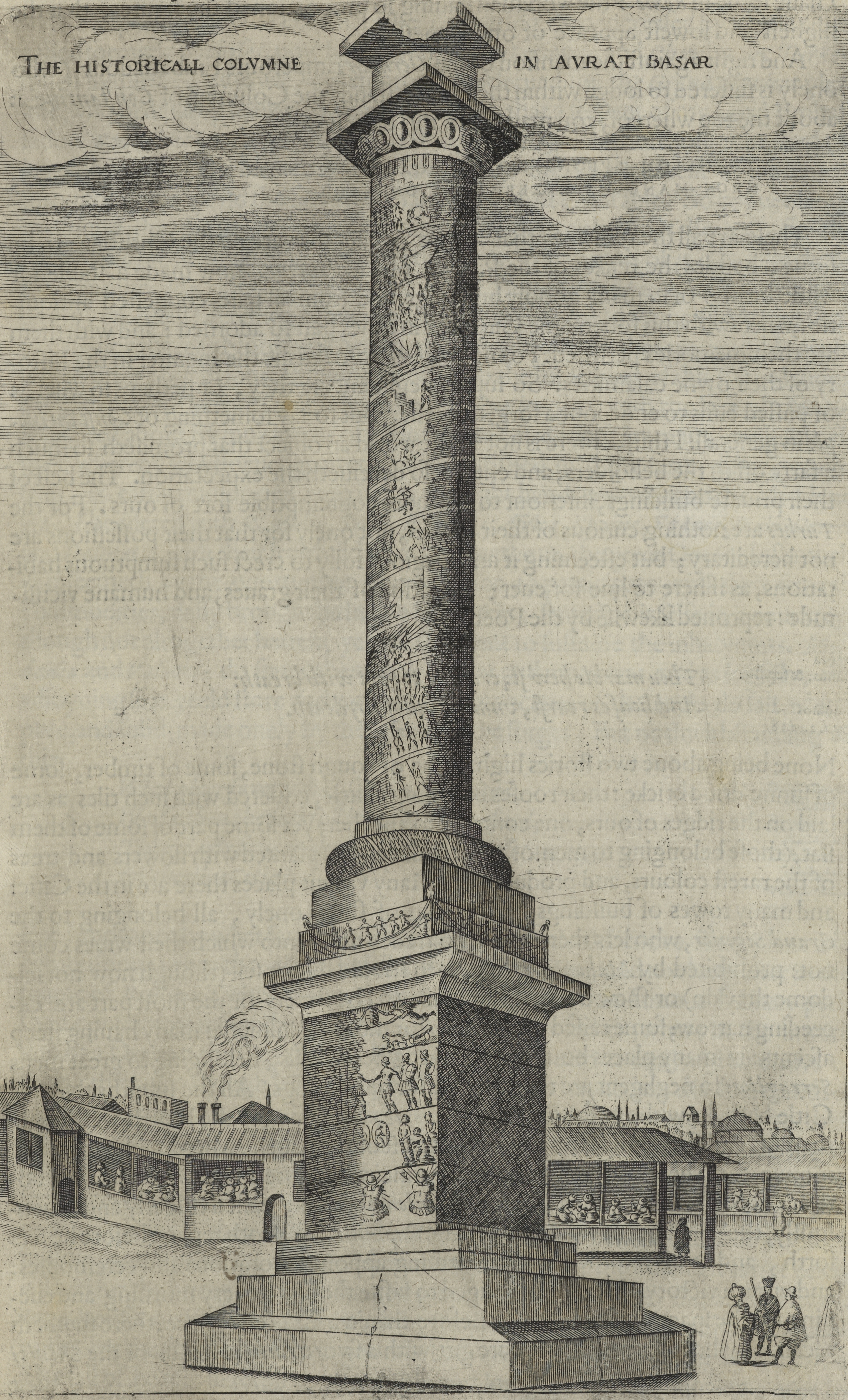
A coluna em 1615 em uma ilustração das viagens de George Sandys

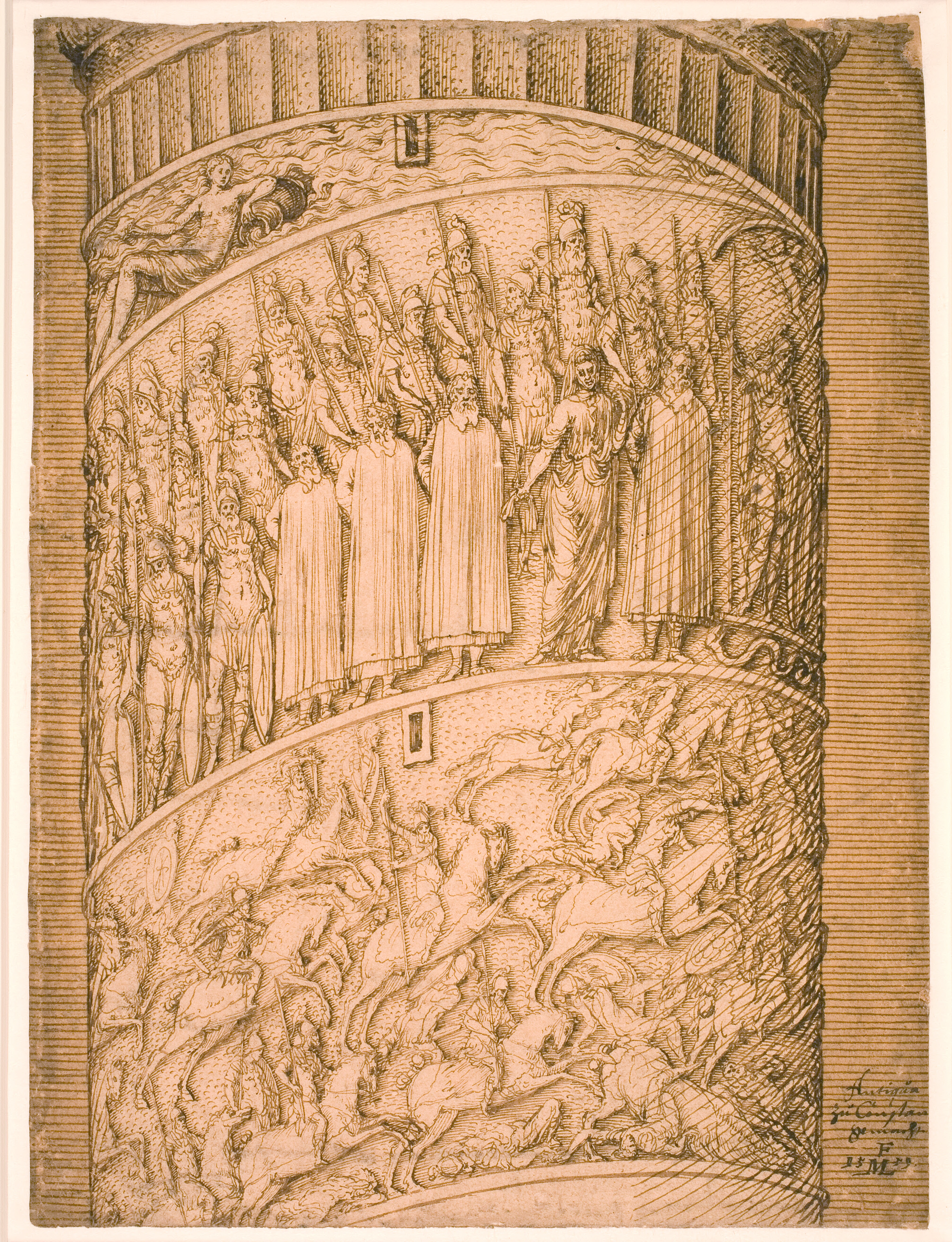
Frisos da coluna de Arcádio.

A Coluna de Arcádio foi uma coluna triunfal erigida em 402 em Constantinopla para comemorar o triunfo do imperador bizantino Arcádio (r. 395–408) sob a revolta do oficial ostrogodo Gainas em 400. Em 421, recebeu do imperador Teodósio II (r. 408–450) uma escultura em bronze representando Arcádio; em um terremoto em 740 a estátua baqueou. O pedestal da coluna foi demolido pelos otomanos em 1719, pois sua estrutura estava danificada e representava risco de desabar. Atualmente apenas sua base está in situ enquanto fragmentos de seus tambores estão no Museu Arqueológico de Istambul.
Inspirada na coluna de Teodósio e na de Constantino, media cerca de 50 metros e era adornada com frisos espirais com baixos-relevos ilustrando os triunfos imperiais sobre os bárbaros, tendo sua decoração sido inspirada naquela da coluna de Trajano e na de Marco Aurélio; internamente possuía uma escada que dava acesso ao topo. Sua base, que media 9 metros de altura e 6 de largura, foi decorada com esculturas representando Arcádio e Honório em cenas de majestade em três de suas faces: à leste os imperadores são aclamados pelos senadores de Roma e Constantinopla; à oeste um grupo de soldados bárbaros são humilhados perante um troféu romano; e a sul embaixadores estrangeiros trazem presentes.